# Masalia galatheae
Masalia galatheae är en fjärilsart som beskrevs av Hans Daniel Johan Wallengren 1856. Masalia galatheae ingår i släktet Masalia och familjen nattflyn. Inga underarter finns listade i Catalogue of Life.